# Shelby Pudwill
Shelby Pudwill (født 7. juli i 1975 i McLaughlin i South Dakota i USA) er en tidligere amerikansk professionel bokser. 
Pudwills mest kendte kamp var mod Andre Ward; den fandt sted den 12. september 2009 i Pechanga Resort and Casino i Temecula i Californien i USA. Pudwill blev besejret i 3. omgang efter TKO, og kampen blev til hans sidste. Han fik registreret 22 sejre, fire nederlag og en uafgjort.